# Fallopia scandens
Fallopia scandens är en slideväxtart som först beskrevs av Carl von Linné, och fick sitt nu gällande namn av Josef Holub. Fallopia scandens ingår i släktet bindor, och familjen slideväxter. Utöver nominatformen finns också underarten F. s. cristatum.